# Tres Obispados
En la Francia del Antiguo Régimen, los Tres Obispados (en francés: Trois-Évêchés) fueron una provincia del reino creada tras la paz de Westfalia, con territorios que eran de jure hasta este tratado, del Sacro Imperio Romano Germánico. Estaba conformada por:
Las tres ciudades libres de Metz, Toul y Verdún, ocupadas en virtud del Tratado de Chambord (1552), y los bienes temporales de los obispos de Metz, Toul y Verdún, ocupados en 1631-1632 en la provincia eclesiástica de Tréveris. En 1659 creció con Carignan, Chauvency-le-Château, Damvillers, La Ferté-sur-Chiers, Marville, Montmédy y Thionville, parte del ducado de Luxemburgo español cedido a Francia por el Tratado de los Pirineos, además de Clermont-en-Argonne, Dun-sur-Meuse y Stenay cedido por el Ducado de Lorena. En 1661 aumentó con el pasillo de (Héming, Jametz, Phalsbourg, Réding, Sarreburgo y Sierck-les-Bains), cedido a Francia por el Ducado de Bar mediante el Tratado de Vincennes.
En 1679 se añade la nueva fortificación de Saarlouis.
Estos territorios y los ducados de Bar y Lorena formaron un complejo mosaico territorial, objeto de conflictos recurrentes. Hasta la definitiva anexión francesa de sendos ducados en 1766 a la muerte de Estanislao I Leszczynski.